# USL League One 2025
Esta temporada 2025 de la USL League One será la séptima temporada de la USL League One, que corresponde al tercer nivel del sistema de ligas de fútbol de los Estados Unidos. Catorce equipos participaron en la temporada 2025.
La temporada regular comenzó el 8 de marzo de 2025. Los ocho mejores equipos se clasificaron para los playoffs.
Catorce equipos participarán en la temporada 2025. Cinco equipos, AV Alta FC, FC Naples , Hearts of Pine , FC , y Westchester SC , se unieron como franquicias de expansión. Lexington SC se fue para unirse a la USL Championship , Central Valley Fuego FC abandonó voluntariamente la liga. El acuerdo de franquicia para el Northern Colorado Hailstorm FC se rescindió cuando sus propietarios se declararon en quiebra según el Capítulo 11.
La temporada regular comenzará el 8 de marzo. La temporada 2025 también incluyó un nuevo formato del torneo de temporada, la Copa USL (conocida como la Copa USL Jägermeister por razones de patrocinio)
 que incluyó una fase de grupos y una ronda eliminatoria entre los 38 equipos de las dos ligas profesionales de la USL, la USL Championship y la USL League One, que se jugarán entre abril y septiembre.
Union Omaha es el actual campeón de la liga y ganador del Player's Shield.

## Equipos participantes
| Club                      | Ciudad                     | Estadio                               | Capacidad | Entrenador       |
| ------------------------- | -------------------------- | ------------------------------------- | --------- | ---------------- |
| AV Alta FC                | Lancaster, California      | The Hangar (Lancaster, California)    | 5.300     | Brian Kleiban    |
| Charlotte Independence    | Charlotte, North Carolina  | American Legion Memorial Stadium      | 10.500    | Mike Jeffries    |
| Chattanooga Red Wolves SC | Chattanooga, Tennessee     | CHI Memorial Stadium                  | 5.000     | Scott Mackenzie  |
| FC Naples                 | Naples, Florida            | Paradise Coast Sports Complex Stadium | 5.000     |                  |
| Forward Madison FC        | Madison, Wisconsin         | Breese Stevens Field                  | 5.000     | Matt Glaeser     |
| Greenville Triumph SC     | Greenville, South Carolina | Paladin Stadium                       | 16.000    | Rick Wright      |
| One Knoxville SC          | Knoxville, Tennessee       | Regal Stadium                         | 3.000     | Mark McKeever    |
| Portland Hearts of Pine   | Portland, Maine            | Fitzpatrick Stadium                   | 6.000     |                  |
| Richmond Kickers          | Richmond, Virginia         | City Stadium                          | 22.611    | Darren Sawatzky  |
| South Georgia Tormenta FC | Statesboro, Georgia        | Tormenta Stadium                      | 5.300     | Ian Cameron      |
| Spokane Velocity          | Spokane, Washington        | ONE Spokane Stadium                   | 5.100     | Leigh Veidman    |
| Texoma FC                 | Sherman, Texas             | Historic Bearcat Stadium              | 6.500     |                  |
| Union Omaha               | Papillion, Nebraska        | Werner Park                           | 9.023     | Dominic Casciato |
| Westc SChester            | Mount Vernon, New York     | Memorial Field                        | 3.900     |                  |

## Tabla de clasificación
| Pos. | Equipo                    | Pts. | PJ | G | E | P | GF | GC | Dif. | Clasificación 2025           |
| ---- | ------------------------- | ---- | -- | - | - | - | -- | -- | ---- | ---------------------------- |
| 1    | Spokane Velocity FC       | 32   | 15 | 9 | 5 | 1 | 25 | 11 | +14  | Clasifica a cuartos de final |
| 2    | AV Alta FC                | 25   | 15 | 7 | 4 | 4 | 26 | 20 | +6   | Clasifica a cuartos de final |
| 3    | Charlotte Independence    | 25   | 15 | 7 | 4 | 4 | 24 | 19 | +5   | Clasifica a cuartos de final |
| 4    | Chattanooga Red Wolves SC | 24   | 14 | 6 | 6 | 2 | 20 | 15 | +5   | Clasifica a cuartos de final |
| 5    | One Knoxville SC          | 22   | 12 | 6 | 4 | 2 | 18 | 11 | +7   | Clasifica a cuartos de final |
| 6    | FC Naples                 | 22   | 15 | 6 | 4 | 5 | 21 | 19 | +2   | Clasifica a cuartos de final |
| 7    | Texoma FC                 | 20   | 16 | 5 | 5 | 6 | 20 | 26 | −6   | Clasifica a cuartos de final |
| 8    | Portland Hearts of Pine   | 19   | 14 | 4 | 7 | 3 | 17 | 15 | +2   | Clasifica a cuartos de final |
| 9    | Richmond Kickers          | 16   | 15 | 4 | 4 | 7 | 24 | 26 | −2   |                              |
| 10   | Greenville Triumph SC     | 16   | 16 | 4 | 4 | 8 | 18 | 23 | −5   |                              |
| 11   | Union Omaha               | 14   | 13 | 4 | 2 | 7 | 16 | 22 | −6   |                              |
| 12   | Forward Madison FC        | 13   | 14 | 2 | 7 | 5 | 13 | 17 | −4   |                              |
| 13   | South Georgia Tormenta FC | 12   | 14 | 3 | 3 | 8 | 18 | 27 | −9   |                              |
| 14   | Westchester SC            | 11   | 14 | 2 | 5 | 7 | 22 | 32 | −10  |                              |

Actualizado a los partidos jugados el 16 de julio de 2025.
 Fuente: USL League One

## Formato
Cada equipo juega dos veces contra los demás, de local y de visitante, además de cuatro partidos adicionales. Los ocho mejores equipos al final de la temporada se clasificarán para los playoffs.

## Resultados
| South Georgia Tormenta FC | 2:4 | Richmond Kickers          | Estadio Tormenta                      | 7 de marzo | 21:00 |
| Greenville Triumph SC     | 1:1 | Westchester SC            | Paladin Stadium                       | 8 de marzo | 18:00 |
| FC Naples                 | 1:1 | Chattanooga Red Wolves SC | Paradise Coast Sports Complex Stadium | 8 de marzo | 21:00 |

| Greenville Triumph SC     | 3:0 | Union Omaha        | Paladin Stadium                       | 12 de marzo | 20:00 |
| Charlotte Independence    | 1:0 | Richmond Kickers   | American Legion Memorial Stadium      | 15 de marzo | 20:00 |
| FC Naples                 | 2:0 | Forward Madison FC | Paradise Coast Sports Complex Stadium | 15 de marzo | 20:00 |
| South Georgia Tormenta FC | 2:0 | AV Alta FC         | Tormenta Stadium                      | 15 de marzo | 20:00 |
| Spokane Velocity FC       | 2:2 | One Knoxville SC   | ONE Spokane Stadium                   | 16 de marzo | 20:00 |

| Richmond Kickers    | 3:1 | Av Alta FC       | City Stadium            | 22 de marzo | 19:00 |
| Spokane Velocity FC | 0:1 | FC Naples        | ONE Spokane Stadium     | 22 de marzo | 20:00 |
| Texoma FC           | 0:2 | One Knoxville SC | Sherman Bearcat Stadium | 22 de marzo | 21:00 |

| Charlotte Independence    | 0:0 | Chattanooga Red Wolves SC | American Legion Memorial Stadium | 28 de marzo | 20:00 |
| Richmond Kickers          | 1:2 | Forward Madison FC        | City Stadium                     | 29 de marzo | 19:00 |
| FC Naples                 | 0:0 | Portland Hearts of Pine   | Paradise Coast Sports Complex    | 29 de marzo | 20:00 |
| Greenville Triumph SC     | 0:4 | Spokane Velocity FC       | Legacy Early College Field       | 29 de marzo | 20:00 |
| South Georgia Tormenta FC | 1:3 | Union Omaha               | Optim Sports Medicine Field      | 29 de marzo | 20:00 |
| Texoma FC                 | 1:3 | Westchester SC            | Sherman Bearcat Stadium          | 29 de marzo | 21:00 |

| Chattanooga Red Wolves SC | 2:2 | South Georgia Tormenta FC | CHI Memorial Stadium        | 5 de abril | 20:00 |
| Greenville Triumph SC     | 1:0 | Charlotte Independence    | Legacy Early College Field  | 5 de abril | 20:00 |
| Texoma FC                 | 0:3 | FC Naples                 | Sherman Bearcat Stadium     | 5 de abril | 20:00 |
| Spokane Velocity FC       | 0:0 | Portland Hearts of Pine   | ONE Spokane Stadium         | 5 de abril | 21:00 |
| Av Alta FC                | 2:0 | Westchester SC            | Lancaster Municipal Stadium | 5 de abril | 22:30 |

| Greenville Triumph SC     | 0:1 | One Knoxville SC          | Legacy Early College Field       | 9 de abril  | 19:00 |
| Richmond Kickers          | 1:0 | Union Omaha               | City Stadium                     | 9 de abril  | 19:00 |
| Charlotte Independence    | 1:1 | Forward Madison FC        | American Legion Memorial Stadium | 11 de abril | 19:00 |
| FC Naples                 | 2:1 | Richmond Kickers          | Paradise Coast Sports Complex    | 12 de abril | 19:00 |
| South Georgia Tormenta FC | 2:1 | Portland Hearts of Pine   | Optim Sports Medicine Field      | 12 de abril | 19:30 |
| Av Alta FC                | 3:2 | Chattanooga Red Wolves SC | Lancaster Municipal Stadium      | 12 de abril | 22:30 |
| Spokane Velocity FC       | 4:1 | Texoma FC                 | ONE Spokane Stadium              | 13 de abril | 19:00 |

| Richmond Kickers          | 4:4 | Westchester SC            | City Stadium                     | 19 de abril | 18:00 |
| Chattanooga Red Wolves SC | 1:0 | Greenville Triumph SC     | CHI Memorial Stadium             | 19 de abril | 19:00 |
| FC Naples                 | 0:1 | One Knoxville SC          | Paradise Coast Sports Complex    | 19 de abril | 19:00 |
| Forward Madison FC        | 1:1 | Texoma FC                 | Breese Stevens Field             | 19 de abril | 19:00 |
| Av Alta FC                | 1:2 | Spokane Velocity FC       | Lancaster Municipal Stadium      | 19 de abril | 22:30 |
| Charlotte Independence    | 3:2 | South Georgia Tormenta FC | American Legion Memorial Stadium | 20 de abril | 16:00 |

| Richmond Kickers        | 3:3 | Greenville Triumph SC  | City Stadium            | 2 de mayo | 19:00 |
| Forward Madison FC      | 0:0 | Union Omaha            | Breese Stevens Field    | 3 de mayo | 18:00 |
| Texoma FC               | 3:4 | Charlotte Independence | Sherman Bearcat Stadium | 3 de mayo | 20:00 |
| Portland Hearts of Pine | 1:1 | One Knoxville SC       | Fitzpatrick Stadium     | 4 de mayo | 18:00 |
| Spokane Velocity FC     | 3:1 | Westchester SC         | ONE Spokane Stadium     | 4 de mayo | 19:00 |

| One Knoxville SC          | 1:1 | Forward Madison FC      | Regal Stadium                 | 9 de mayo  | 18:30 |
| Westchester SC            | 2:3 | Charlotte Independence  | The Stadium at Memorial Field | 10 de mayo | 16:00 |
| Chattanooga Red Wolves SC | 0:0 | Richmond Kickers        | CHI Memorial Stadium          | 10 de mayo | 19:00 |
| South Georgia Tormenta FC | 0:1 | Spokane Velocity FC     | Estadio Tormenta              | 10 de mayo | 19:30 |
| Union Omaha               | 2:2 | Portland Hearts of Pine | Werner Park                   | 10 de mayo | 20:00 |
| AV Alta FC                | 0:0 | Texoma FC               | Lancaster Municipal Stadium   | 10 de mayo | 22:30 |

| Chattanooga Red Wolves SC | 3:1 | FC Naples          | CHI Memorial Stadium             | 14 de mayo | 12:00 |
| Charlotte Independence    | 3:1 | One Knoxville SC   | American Legion Memorial Stadium | 16 de mayo | 19:00 |
| Westchester SC            | 1:1 | Forward Madison FC | The Stadium at Memorial Field    | 17 de mayo | 16:00 |
| Portland Hearts of Pine   | 2:1 | FC Naples          | Fitzpatrick Stadium              | 17 de mayo | 17:30 |
| Greenville Triumph SC     | 2:2 | AV Alta FC         | Paladin Stadium                  | 17 de mayo | 19:00 |
| Texoma FC                 | 2:1 | Union Omaha        | Sherman Bearcat Stadium          | 17 de mayo | 20:00 |
| Spokane Velocity FC       | 1:0 | Richmond Kickers   | ONE Spokane Stadium              | 18 de mayo | 19:00 |

| Forward Madison FC        | 1:1 | Portland Hearts of Pine   | Breese Stevens Field                  | 24 de mayo | 19:00 |
| South Georgia Tormenta FC | 1:2 | Chattanooga Red Wolves SC | Estadio Tormenta                      | 24 de mayo | 19:30 |
| AV Alta FC                | 2:1 | Charlotte Independence    | Lancaster Municipal Stadium           | 24 de mayo | 22:30 |
| Westchester SC            | 2:2 | Richmond Kickers          | The Stadium at Memorial Field         | 25 de mayo | 14:00 |
| Texoma FC                 | 1:0 | Greenville Triumph SC     | Sherman Bearcat Stadium               | 25 de mayo | 16:30 |
| FC Naples                 | 3:1 | Union Omaha               | Paradise Coast Sports Complex Stadium | 25 de mayo | 19:30 |

| Chattanooga Red Wolves SC | 2:1 | Portland Hearts of Pine | American Legion Memorial Stadium | 7 de junio |  |
| Richmond Kickers          | 1:2 | Texoma FC               | City Stadium                     | 7 de junio |  |
| Westchester SC            | 1:1 | One Knoxville SC        | The Stadium at Memorial Field    | 7 de junio |  |
| South Georgia Tormenta FC | 0:2 | Charlotte Independence  | Estadio Tormenta                 | 7 de junio |  |
| Forward Madison FC        | 0:1 | Union Omaha             | Breese Stevens Field             | 7 de junio |  |
| Greenville Triumph SC     | 1:1 | FC Naples               | Paladin Stadium                  | 7 de junio |  |
| AV Alta FC                | 0:0 | Spokane Velocity FC     | Lancaster Municipal Stadium      | 7 de junio |  |

| Spokane Velocity FC     | 1:1 | Charlotte Independence    | ONE Spokane Stadium                   | 11 de junio |  |
| Union Omaha             | 1:0 | Greenville Triumph SC     | Werner Park                           | 12 de junio |  |
| FC Naples               | 2:2 | Chattanooga Red Wolves SC | Paradise Coast Sports Complex Stadium | 14 de junio |  |
| Texoma FC               | 2:2 | South Georgia Tormenta FC | Sherman Bearcat Stadium               | 14 de junio |  |
| Spokane Velocity FC     | 2:1 | Forward Madison FC        | ONE Spokane Stadium                   | 14 de junio |  |
| Portland Hearts of Pine | 3:1 | Union Omaha               | Fitzpatrick Stadium                   | 15 de junio |  |
| Charlotte Independence  | 1:0 | Greenville Triumph SC     | American Legion Memorial Stadium      | 15 de junio |  |
| Westchester SC          | 2:5 | AV Alta FC                | The Stadium at Memorial Field         | 15 de junio |  |

| Forward Madison FC    | 1:2 | Westchester SC            | Breese Stevens Field        | 18 de junio |  |
| Greenville Triumph SC | 3:1 | Chattanooga Red Wolves SC | Paladin Stadium             | 21 de junio |  |
| One Knoxville SC      | 3:0 | South Georgia Tormenta FC | Regal Stadium               | 21 de junio |  |
| Richmond Kickers      | 0:1 | Spokane Velocity FC       | City Stadium                | 21 de junio |  |
| Texoma FC             | 3:2 | Charlotte Independence    | Sherman Bearcat Stadium     | 21 de junio |  |
| AV Alta FC            | 1:1 | Portland Hearts of Pine   | Lancaster Municipal Stadium | 21 de junio |  |

| South Georgia Tormenta FC | 2:1 | FC Naples        | Estadio Tormenta            | 25 de junio |  |
| Union Omaha               | 3:4 | Richmond Kickers | Werner Park                 | 25 de junio |  |
| AV Alta FC                | 4:1 | FC Naples        | Lancaster Municipal Stadium | 28 de junio |  |

| Portland Hearts of Pine   | 0:2 | AV Alta FC                | Fitzpatrick Stadium           | 2 de julio | 18:30 |
| Westchester SC            | 0:3 | Greenville Triumph SC     | The Stadium at Memorial Field | 2 de julio | 19:00 |
| Spokane Velocity FC       | 1:1 | Texoma FC                 | ONE Spokane Stadium           | 2 de julio | 22:00 |
| Chattanooga Red Wolves SC | 1:0 | One Knoxville SC          | CHI Memorial Stadium          | 5 de julio | 19:00 |
| Texoma FC                 | 2:0 | Forward Madison FC        | Sherman Bearcat Stadium       | 5 de julio | 20:30 |
| AV Alta FC                | 2:1 | Union Omaha               | Lancaster Municipal Stadium   | 5 de julio | 23:00 |
| Portland Hearts of Pine   | 1:1 | South Georgia Tormenta FC | Fitzpatrick Stadium           | 6 de julio | 18:30 |

| Richmond Kickers          | 0:2 | Chattanooga Red Wolves SC | City Stadium                          | 12 de julio |  |
| FC Naples                 | 2:1 | Westchester SC            | Paradise Coast Sports Complex Stadium | 12 de julio |  |
| Forward Madison FC        | 3:1 | Greenville Triumph SC     | Breese Stevens Field                  | 12 de julio |  |
| South Georgia Tormenta FC | 1:2 | One Knoxville SC          | Estadio Tormenta                      | 12 de julio |  |
| Charlotte Independence    | 1:2 | Union Omaha               | American Legion Memorial Stadium      | 12 de julio |  |
| Texoma FC                 | 0:1 | Portland Hearts of Pine   | Sherman Bearcat Stadium               | 13 de julio |  |

| Portland Hearts of Pine   | 3:1 | Greenville Triumph SC     | Fitzpatrick Stadium              | 16 de julio |       |
| Chattanooga Red Wolves SC | 1:0 | Texoma FC                 | CHI Memorial Stadium             | 16 de julio |       |
| One Knoxville SC          | 2:1 | AV Alta FC                | Regal Stadium                    | 16 de julio |       |
| Westchester SC            | 2:3 | Spokane Velocity FC       | The Stadium at Memorial Field    | 16 de julio |       |
| Forward Madison FC        | 1:0 | Charlotte Independence    | Breese Stevens Field             | 16 de julio |       |
| Union Omaha               | 1:2 | South Georgia Tormenta FC | Werner Park                      | 18 de julio |       |
| Charlotte Independence    | 1:1 | Portland Hearts of Pine   | American Legion Memorial Stadium | 19 de julio |       |
| Chattanooga Red Wolves SC | 3:0 | Spokane Velocity FC       | CHI Memorial Stadium             | 19 de julio |       |
| One Knoxville SC          | 1:1 | Westchester SC            | Regal Stadium                    | 19 de julio |       |
| AV Alta FC                | 1:1 | FC Naples                 | Lancaster Municipal Stadium      | 19 de julio |       |
| Greenville Triumph SC     | 2:0 | Richmond Kickers          | Paladin Stadium                  | 20 de julio | 19:00 |

| Forward Madison FC | 1:0 | South Georgia Tormenta FC | Breese Stevens Field          | 23 de julio | 20:00 |
| One Knoxville SC   | 2:2 | Charlotte Independence    | Regal Stadium                 | 30 de julio | 19:00 |
| Westchester SC     | 1:3 | Chattanooga Red Wolves SC | The Stadium at Memorial Field | 1 de agosto | 19:00 |
|                    |     |                           |                               | 2 de agosto | 18:00 |
|                    |     |                           |                               |             | 19:00 |
|                    |     |                           |                               |             |       |
|                    |     |                           |                               |             |       |
|                    |     |                           |                               |             | 19:30 |
|                    |     |                           |                               |             | 22:00 |

|  |  |  |  | 6 de agosto |  |
|  |  |  |  |             |  |
|  |  |  |  |             |  |
|  |  |  |  | 9 de agosto |  |
|  |  |  |  |             |  |
|  |  |  |  |             |  |
|  |  |  |  |             |  |
|  |  |  |  |             |  |
|  |  |  |  |             |  |

|  |  |  |  |  |  |
|  |  |  |  |  |  |
|  |  |  |  |  |  |
|  |  |  |  |  |  |
|  |  |  |  |  |  |
|  |  |  |  |  |  |
|  |  |  |  |  |  |

|  |  |  |  |  |  |
|  |  |  |  |  |  |
|  |  |  |  |  |  |
|  |  |  |  |  |  |
|  |  |  |  |  |  |
|  |  |  |  |  |  |
|  |  |  |  |  |  |

|  |  |  |  |  |  |
|  |  |  |  |  |  |
|  |  |  |  |  |  |
|  |  |  |  |  |  |
|  |  |  |  |  |  |
|  |  |  |  |  |  |
|  |  |  |  |  |  |
|  |  |  |  |  |  |

|  |  |  |  |  |  |
|  |  |  |  |  |  |
|  |  |  |  |  |  |
|  |  |  |  |  |  |
|  |  |  |  |  |  |
|  |  |  |  |  |  |
|  |  |  |  |  |  |

|  |  |  |  |  |  |
|  |  |  |  |  |  |
|  |  |  |  |  |  |
|  |  |  |  |  |  |
|  |  |  |  |  |  |
|  |  |  |  |  |  |
|  |  |  |  |  |  |

|  |  |  |  |  |  |
|  |  |  |  |  |  |
|  |  |  |  |  |  |
|  |  |  |  |  |  |
|  |  |  |  |  |  |
|  |  |  |  |  |  |
|  |  |  |  |  |  |

## Play-offs
Los Playoffs de la USL League One 2025 (conocidos como Playoffs de la USL League One 2025 presentados por TERMINIX por razones de patrocinio) serán el campeonato de postemporada de la temporada de la USL League One.
|  |                   |           |                 |                 |           |  |  |             |           |  |
|  | Cuartofinalista 1 | resultado |                 |                 |           |  |  |             |           |  |
|  | Cuartofinalista 1 | resultado |                 |                 |           |  |  |             |           |  |
|  | Cuartofinalista 2 | resultado |                 |                 |           |  |  |             |           |  |
|  | Cuartofinalista 2 | resultado |                 | Semifinalista 1 | resultado |  |  |             |           |  |
|  |                   |           |                 | Semifinalista 1 | resultado |  |  |             |           |  |
|  |                   |           | Semifinalista 2 | resultado       |           |  |  |             |           |  |
|  | Cuartofinalista 3 | resultado | Semifinalista 2 | resultado       |           |  |  |             |           |  |
|  | Cuartofinalista 3 | resultado |                 |                 |           |  |  |             |           |  |
|  | Cuartofinalista 4 | resultado |                 |                 |           |  |  |             |           |  |
|  | Cuartofinalista 4 | resultado |                 |                 |           |  |  | Finalista 1 | resultado |  |
|  |                   |           |                 |                 |           |  |  | Finalista 1 | resultado |  |
|  |                   |           | Finalista 2     | resultado       |           |  |  |             |           |  |
|  | Cuartofinalista 5 | resultado | Finalista 2     | resultado       |           |  |  |             |           |  |
|  | Cuartofinalista 5 | resultado |                 |                 |           |  |  |             |           |  |
|  | Cuartofinalista 6 | resultado |                 |                 |           |  |  |             |           |  |
|  | Cuartofinalista 6 | resultado |                 | Semifinalista 3 | resultado |  |  |             |           |  |
|  |                   |           |                 | Semifinalista 3 | resultado |  |  |             |           |  |
|  |                   |           | Semifinalista 4 | resultado       |           |  |  |             |           |  |
|  | Cuartofinalista 7 | resultado | Semifinalista 4 | resultado       |           |  |  |             |           |  |
|  | Cuartofinalista 7 | resultado |                 |                 |           |  |  |             |           |  |
|  | Cuartofinalista 8 | resultado |                 |                 |           |  |  |             |           |  |
|  | Cuartofinalista 8 | resultado |                 |                 |           |  |  |             |           |  |
|  |                   |           |                 |                 |           |  |  |             |           |  |

### Cuartos de final
| 2025 | Cuarto finalista 1 | vs. | Cuarto finalista 2 |  |  |

| 2025 | Cuarto finalista 3 | vs. | Cuarto finalista 4 |  |  |

| 2025 | Cuarto finalista 5 | vs. | Cuarto finalista 6 |  |  |

| 2025 | Cuarto finalista 7 | vs. | Cuarto finalista 8 |  |  |

### Semifinales
| 2025 | Ganadores del CF1 | vs. | Ganadores del CF2 |  |  |

| 2025 | Ganadores del CF3 | vs. | Ganadores del CF4 |  |  |

### Tercer lugar
| 2025 | Perdedores de SF1 | vs. | Perdedores de SF2 |  |  |

### Final
| 2025 | Ganadores del SF1 | vs. | Ganadores del SF2 |  |  |